# Каширские известия
«Каширские известия» — еженедельная общественно-политическая газета городского округа Кашира Московской области.

## История
18 апреля 1918 года вышел первый номер «Известий Каширского Совета рабочих и крестьянских депутатов». Тираж газеты составил 600 экземпляров, редактором был Алексей Павлович Казаков, в создании газеты участвовал Фома Войтович. Первые номера газеты были набраны вручную, иллюстрация отсутствовала, при создании газеты использовалась серовато-желтая бумага. В 1918 году газета называлась «Известия Каширского Совета рабочих и крестьянских депутатов», в 1919—1923 годах «Каширские известия», в 1924 году «Каширская жизнь», в 1924—1929 годах «Наша газета», в 1929—1933 годах «Коллективист», в 1933—1960 годах «За электрификацию», в 1960—1962 годах «Знамя труда», 1960—1964 годах «Заря коммунизма», в 1965—1990 годах «Огни коммунизма». С 1990 года газета называется «Каширские известия».
По состоянию на май 1918 года редакция газеты располагалась по адресу Каширский совет, ул. Московская, в октябре 1918 года — в здании Агроном. отдела, напротив Городского сада, затем в здании Отдела Просвещения.
В 1919 году в газете часто публиковался крестьянский поэт Степан Фёдорович Аниканов.
В 1924 году появилась в газете появилась колонка «Почтовый ящик», в которой публиковались обзоры стихотворений, хотя в целом газета носила агитационный характер.
В 1926—1927 годах работу над газетой ведет писатель Александр Шишкин.
Евгений Васильевич Самохин 25 лет был заместителем главного редактора газеты «Огни коммунизма», эту же должность длительное время занимала Раиса Кольцова.
Газета выпускалась во время Великой Отечественной войны.
Тираж газеты составляет 4000 экземпляров. Формат газеты А3.
Директор-главный редактор — Тарасова Ольга Артуровна, главный редактор — Демина Марина Юрьевна.